# Championnat de Roumanie de football 1930-1931
Navigation
Saison précédente Saison suivante
La saison 1930-1931 du Championnat de Roumanie de football était la 19e édition de la première division roumaine.
À la suite de la réorganisation entreprise par la fédération, il n'y a plus que 5 championnats régionaux au lieu de 12 auparavant. Il n'y a donc que 5 clubs qui participent à la compétition. Le championnat national est disputé sous forme de coupe à élimination directe. C'est l'UD Reșița qui remporte la compétition et décroche le premier titre de champion de Roumanie de son histoire.

## Les cinq clubs participants
(entre parenthèses, la région d'appartenance du club)
- Prahova Ploiești (Sud)
- UD Reșița (Ouest)
- Crișana Oradea (Nord)
- Maccabi Cernăuți (Est)
- Societatea de Gimnastică Sibiu (Centre)

## Compétition

### Tour préliminaire
La compétition a lieu sous forme de coupe, avec match simple. En cas de match nul, la rencontre est rejouée sur le même terrain.
|  | Barrage          | Barrage              | Barrage          | Barrage          |                      |          | Demi-finales           | Demi-finales           | Demi-finales           | Demi-finales           |  |  | Finale                | Finale                | Finale                | Finale                |
|  |                  |                      |                  |                  |                      |          |                        |                        |                        |                        |  |  |                       |                       |                       |                       |
|  |                  |                      |                  |                  |                      |          | 7 juin 1931 à Ploiești | 7 juin 1931 à Ploiești | 7 juin 1931 à Ploiești | 7 juin 1931 à Ploiești |  |  | 28 juin 1931 à Reșița | 28 juin 1931 à Reșița | 28 juin 1931 à Reșița | 28 juin 1931 à Reșița |
|  |                  |                      |                  |                  |                      |          | 7 juin 1931 à Ploiești | 7 juin 1931 à Ploiești | 7 juin 1931 à Ploiești | 7 juin 1931 à Ploiești |  |  | 28 juin 1931 à Reșița | 28 juin 1931 à Reșița | 28 juin 1931 à Reșița | 28 juin 1931 à Reșița |
|  |                  |                      |                  |                  |                      |          | 7 juin 1931 à Ploiești | 7 juin 1931 à Ploiești | 7 juin 1931 à Ploiești | 7 juin 1931 à Ploiești |  |  | 28 juin 1931 à Reșița | 28 juin 1931 à Reșița | 28 juin 1931 à Reșița | 28 juin 1931 à Reșița |
|  |                  |                      |                  |                  |                      |          | 7 juin 1931 à Ploiești | 7 juin 1931 à Ploiești | 7 juin 1931 à Ploiești | 7 juin 1931 à Ploiești |  |  | 28 juin 1931 à Reșița | 28 juin 1931 à Reșița | 28 juin 1931 à Reșița | 28 juin 1931 à Reșița |
|  |                  |                      |                  |                  |                      |          | 7 juin 1931 à Ploiești | 7 juin 1931 à Ploiești | 7 juin 1931 à Ploiești | 7 juin 1931 à Ploiești |  |  | 28 juin 1931 à Reșița | 28 juin 1931 à Reșița | 28 juin 1931 à Reșița | 28 juin 1931 à Reșița |
|  | Prahova Ploiești | Prahova Ploiești     | 2                | 2                |                      |          |                        |                        |                        |                        |  |  | 28 juin 1931 à Reșița | 28 juin 1931 à Reșița | 28 juin 1931 à Reșița | 28 juin 1931 à Reșița |
|  | Prahova Ploiești | Prahova Ploiești     | 2                | 2                |                      |          |                        |                        |                        |                        |  |  | 28 juin 1931 à Reșița | 28 juin 1931 à Reșița | 28 juin 1931 à Reșița | 28 juin 1931 à Reșița |
|  |                  |                      | UD Reșița        | UD Reșița        | 3                    | 3        |                        |                        |                        |                        |  |  | 28 juin 1931 à Reșița | 28 juin 1931 à Reșița | 28 juin 1931 à Reșița | 28 juin 1931 à Reșița |
|  |                  |                      |                  |                  | 3                    | 3        |                        |                        |                        |                        |  |  | 28 juin 1931 à Reșița | 28 juin 1931 à Reșița | 28 juin 1931 à Reșița | 28 juin 1931 à Reșița |
|  |                  | 14 juin 1931 à Sibiu |                  |                  |                      |          |                        |                        |                        |                        |  |  | 28 juin 1931 à Reșița | 28 juin 1931 à Reșița | 28 juin 1931 à Reșița | 28 juin 1931 à Reșița |
|  |                  |                      |                  |                  |                      |          |                        |                        |                        |                        |  |  | 28 juin 1931 à Reșița | 28 juin 1931 à Reșița | 28 juin 1931 à Reșița | 28 juin 1931 à Reșița |
|  | UD Reșița        | UD Reșița            | 2                | 2                |                      |          |                        |                        |                        |                        |  |  |                       |                       |                       |                       |
|  | UD Reșița        | UD Reșița            | 2                | 2                | 7 juin 1931 à Oradea |          |                        |                        |                        |                        |  |  |                       |                       |                       |                       |
|  |                  |                      | SG Sibiu         | SG Sibiu         | 0                    | 0        |                        |                        |                        |                        |  |  |                       |                       |                       |                       |
|  | Crișana Oradea   | Crișana Oradea       | SG Sibiu         | SG Sibiu         | 0                    | 0        | 4                      | 4                      |                        |                        |  |  |                       |                       |                       |                       |
|  | Crișana Oradea   | Crișana Oradea       |                  |                  |                      |          |                        |                        |                        |                        |  |  |                       |                       |                       |                       |
|  | SG Sibiu         | SG Sibiu             | 6                | 6                |                      |          |                        |                        |                        |                        |  |  |                       |                       |                       |                       |
|  | SG Sibiu         | SG Sibiu             | 6                | 6                | SG Sibiu             | SG Sibiu | 4                      | 4                      |                        |                        |  |  |                       |                       |                       |                       |
|  |                  |                      |                  |                  | SG Sibiu             | SG Sibiu | 4                      | 4                      |                        |                        |  |  |                       |                       |                       |                       |
|  |                  |                      | Maccabi Cernăuți | Maccabi Cernăuți | 2                    | 2        |                        |                        |                        |                        |  |  |                       |                       |                       |                       |
|  |                  |                      |                  |                  | 2                    | 2        |                        |                        |                        |                        |  |  |                       |                       |                       |                       |
|  |                  |                      |                  |                  |                      |          |                        |                        |                        |                        |  |  |                       |                       |                       |                       |
|  |                  |                      |                  |                  |                      |          |                        |                        |                        |                        |  |  |                       |                       |                       |                       |
|  |                  |                      |                  |                  |                      |          |                        |                        |                        |                        |  |  |                       |                       |                       |                       |
|  |                  |                      |                  |                  |                      |          |                        |                        |                        |                        |  |  |                       |                       |                       |                       |

## Bilan de la saison
| Tableau d'Honneur                   |           |
| Compétition                         | Vainqueur |
| Championnat de Roumanie de football | UD Reșița |